# Mañana en la batalla piensa en mí
Mañana en la batalla piensa en mí es una novela del escritor español Javier Marías, publicada en 1994 por la editorial Anagrama. 
Fue ganadora del premio Rómulo Gallegos y el Premio Femina.
El título hace referencia a un diálogo de la obra de teatro de William Shakespeare, Ricardo III: Mañana en la batalla piensa en mí, y caiga tu espada sin filo: desespera y muere.

## Trama
La historia narrada por Víctor Francés, guionista y negro literario, se desarrolla en Madrid y comienza la noche en que Marta Téllez lo invita a cenar a su apartamento y, disponiéndose a hacer el amor con él, cae enferma: "Nadie piensa nunca que pueda ir a encontrarse con una muerta entre los brazos y que ya no verá más su rostro cuyo nombre recuerda." Marta está casada con Eduardo, que está de viaje de negocios en Londres. En el momento de la enfermedad, sólo está presente en la casa su hijo de dos años, el pequeño Eugenio, a quien Víctor acuesta antes de volver a asistir a la mujer.
Cuando las condiciones de Marta empeoran, Víctor llama al hotel de Londres donde se hospeda Eduardo pero, cuando el hombre finalmente contesta, Víctor se asusta y deja caer el teléfono sin poder hablar. Al final, Marta muere. Víctor sólo tiene que salir de casa, tratando de no dejar rastro y limitándose a dejar comida para el pequeño Eugenio, con la esperanza de que al día siguiente alguien venga, encuentre el cuerpo de su madre y lo cuide.
Durante dos días Víctor espera a que salgan los periódicos para asegurarse de que alguien se ha percatado de la muerte de Marta, a quien le sigue atando el trágico hecho que presenció. Cuando se publica el obituario con el anuncio del funeral, Víctor se entera de que Marta es hija de Juan Téllez Orati, un anciano cortesano de la casa real española. Presentándose en el funeral, Víctor estudia a la familia de Marta: de tres hermanas, sólo sobrevive Luisa, la menor. También hay otras personas, cuyas voces pudo escuchar Víctor en el contestador automático de Marta, del que robó la cinta que contenía las grabaciones.
Gracias a la intercesión de su amigo Ruibérriz de Torres, un escritor fantasma que, entre sus muchas actividades, escribe discursos para personajes públicos, Víctor entra en contacto con Juan Téllez: junto a él y haciéndose pasar por Ruibérriz, tendrá que escribir un discurso para el rey, descontento con sus actuales colaboradores. Una mañana Víctor acompaña a Juan al palacio real, donde conversa unos minutos con el soberano, al que en la corte se le conoce con varios sobrenombres (el Solo, Solus, Solo Tú, Llanero).
Después de trabajar unos días en casa de Juan Téllez, Víctor es invitado a un almuerzo familiar, durante el cual se habla sobre la muerte de Marta y la suerte del pequeño Eugenio, de quien -dados los compromisos profesionales de Eduardo- está cuidando Luisa. Al final del almuerzo, Juan acusa a Eduardo de haber estado ausente mientras moría Marta.
Víctor recuerda una noche hace dos años, cuando vio en la calle a una prostituta que se parecía a su esposa Celia, de quien se había separado hacía mucho tiempo. Ruibérriz le había hecho entender que Celia estaba pasando por un momento difícil y había sido vista en un lugar ambiguo, frecuentado también por prostitutas. Finalmente, Víctor sube al coche a la prostituta (que se presenta con el nombre de Víctoria) y hace el amor con ella, pero aún después de este momento íntimo no está seguro de si realmente se trata de Celia.
Volvemos al presente cuando, saliendo de almorzar con los Téllez, Víctor decide seguir a Luisa y llega a encontrarse en el lugar donde había conocido a Celia/Víctoria. De nuevo Víctor había espiado a la mujer, que de repente había sido subida a un coche por un nuevo cliente. Una vez que había llegado a su casa, sin poder dormir, Víctor llamó a Celia, quien le había dicho que no estaba sola. En un delirio creciente, Víctor había vuelto a salir para colarse en la casa de Celia (es decir, en su antiguo apartamento, del que guardaba las llaves) y la había espiado en la cama con el nuevo antes de ser sorprendido y salir corriendo del apartamento.
Luisa  finalmente se da cuenta de la presencia de Víctor. Además, el pequeño Eugenio lo reconoce y lo llama por su nombre. Víctor se ve obligado a confesarle a Luisa que estuvo en casa de Marta la noche de su muerte. Luisa decide hablar del tema con Eduardo, pero le concede a Víctor unos días de silencio, para que pueda concluir el discurso que prepara con Juan Téllez.
El domingo siguiente, en el hipódromo con Ruibérriz de Torres, Víctor se encuentra con la secretaria del rey, quien hace una fuerte apuesta (quizás del propio soberano) a un caballo ganador. También resulta que se ha cancelado cierta visita diplomática del rey, por lo que el discurso en el que trabajaba Víctor resulta inútil.
Finalmente Víctor conoce a Eduardo, quien primero le pregunta sobre la última noche de Marta y luego le revela los detalles de su viaje a Londres. Eduardo estaba en el pueblo con Eva, una enfermera que se había convertido en su amante hacía unos meses y, tras quedar embarazada, había aceptado acompañar a Eduardo a Inglaterra para abortar en una clínica. Sin embargo, el día de la operación, Eduardo había descubierto que Eva nunca había estado embarazada, y que había fingido estarlo para atar a su amante, cada vez más escurridizo, a sí misma. Después de cenar juntos, los dos sostuvieron acaloradas discusiones, hasta que Eduardo, borracho, intentó estrangularla en el autobús en el que se habían resguardado de un aguacero. Bajando aterrorizada del autobús, Eva fue atropellada por un taxi.
Después de haber confesado y escuchado a su vez la confesión de Eduardo, Víctor abandona la casa.

## Recepción
Florence Noiville enmarcó la novela dentro de la obra de Marías: "Campeón de una ficción que mezcla precisión erudita y digresión interminable, los libros de Marías combinan lo mejor de las letras del norte y del sur: una combinación única de moderación inglesa y tragedia española. Todo escondido bajo un velo negro. muy negro, donde un secreto siempre esconde otro, aún más innombrable. Casi se podría situar todas las novelas de Marías en la misma gráfica. En la abscisa de la historia, el tiempo, la guerra, la traición, la sospecha... En la ordenada de los destinos individuales, amor, confianza, matrimonio, secreto... Cada una de sus historias se sitúa en la intersección de dos puntos. Así de rudo es el principio de su nueva novela, donde Madrid es una fiesta, en apariencia." 
Publishers Weekly señaló la diferente percepción de la novela en Europa y los Estados Unidos: "Esta novela, muy admirada en Europa, ha ganado importantes premios literarios españoles y franceses, lo que indica las extrañas diferencias entre los gustos europeos y americanos. Porque el libro, a pesar de su idea original, sus destellos de humor extravagante y su lúgubre conciencia de la mortalidad, le parece a un lector estadounidense algo forzado y prolongado [...] Pero la impresión principal que deja la novela de Marías es la de un autor que trata de imponerle un patrón filosófico a un material que lo resiste." 
Michael Wood, escribió: " Marías escribe el tipo de prosa especulativa pasada de moda que asociamos con Proust y Henry James, todo calificaciones y revisiones, ninguna afirmación que no pueda ser infinitamente bordada o desenredada [...] Mañana en la batalla Piensa en mí, probablemente ofrece la inmersión más profunda en el universo embrujado de Marías.".
Kirkus Reviews criticó "los monólogos digresivos exhaustivamente extendidos de Víctor, que están llenos de citas de Shakespeare acertadas pero monótonas", si bien el crítico elogió la complejidad del personaje y describió la novela como "psicodrama intrigante de sexo, culpa y sátira social".
Hajo Steinert criticó la obra señalando que: "donde el virtuosismo se revela sólo como una variante de la habilidad, una novela pierde su alma. La artesanía literaria triunfa sobre el deseo de escribir, la perfección sobre el talento, la previsibilidad sobre el elemento sorpresa. El seductor literario Javier Marías se ha convertido en un seducido por su propio encanto [...] en el contador de sus habilidades literarias." 